# Сан Марчело Пительо
Сан Марчѐло Питѐльо (на италиански: San Marcello Piteglio) е община в Централна Италия, провинция Пистоя, регион Тоскана. Административен център на общината е село Сан Марчело Пистойезе (San Marcello Pistoiese), което е разположено на 623 m надморска височина. Населението на общината е 7951 души (към 2018 г.).
Общината е създадена в 1 януари 2017 г. Тя се състои от предшествуващите общини Сан Марчело Пистойезе и Пительо.